# Дьяков Іполит Миколайович
Дья́ков Іполи́т Микола́йович (1 (13) грудня 1865 , Черкаси, Київська губернія  — 24 листопада 1934 , Берлін ) — домовласник, київський міський голова в 1906–1916 і в жовтні — грудні 1918 року.

## Біографія
Народився 1 (13) грудня 1865 року в Черкасах (нині Черкаська область, Україна) в родині чиновника. Батько, Микола Маркович Дьяков, був черкаським повітовим казначеєм, мав чин колезького секретаря. 
Навчався в Першій київській гімназії, яку закінчив у 1886 році. У 1889 році закінчив навчання на фізико-математичному факультеті Київського університету Святого Володимира. Служив чиновником при різних відомствах (зокрема, при Управлінні кіннозаводства). 
У 1895 року був уповноваженим Головного управління державного конярства з організації російської етнографічної виставки в Парижі, 1900 року працював над підготовкою імперської експозиції на Світовій виставці, за що французький уряд нагородив його кавалерським хрестом ордена Почесного Легіону. Його було вшановано вищими державними нагородами Росії, Італії, Німеччини, Сербії, Болгарії. 1900 року оселився в Києві.
З 1902 року обирався гласним Київської міської думи, був головою театральної комісії.
З 31 серпня 1906 року — міський голова. За переконаннями — центрист, ефективно керував Київською міською думою, сприяв динамічному розвитку Києва. У 1911 році отримав чин дійсного статського радника.
Спортсмен-аматор, автомобіліст. Був членом оргкомітету Всеросійської виставки та Київської олімпіади 1913 року. За час його керівництва прийняв перших студентів комерційний інститут, відбулося відкриття Педагогічного музею, створено близько сорока моделей літаків.
Перебував на посаді міського голови до 1916 року, коли пішов у відставку. Знову очолив міську управу за часів правління гетьмана Павла Скоропадського в жовтні — грудні 1918 року. Емігрував разом з «білими». Помер 1934 року в Берліні. Похований на берлінському православному кладовищі Тегель (квартал 4, ряд 3).

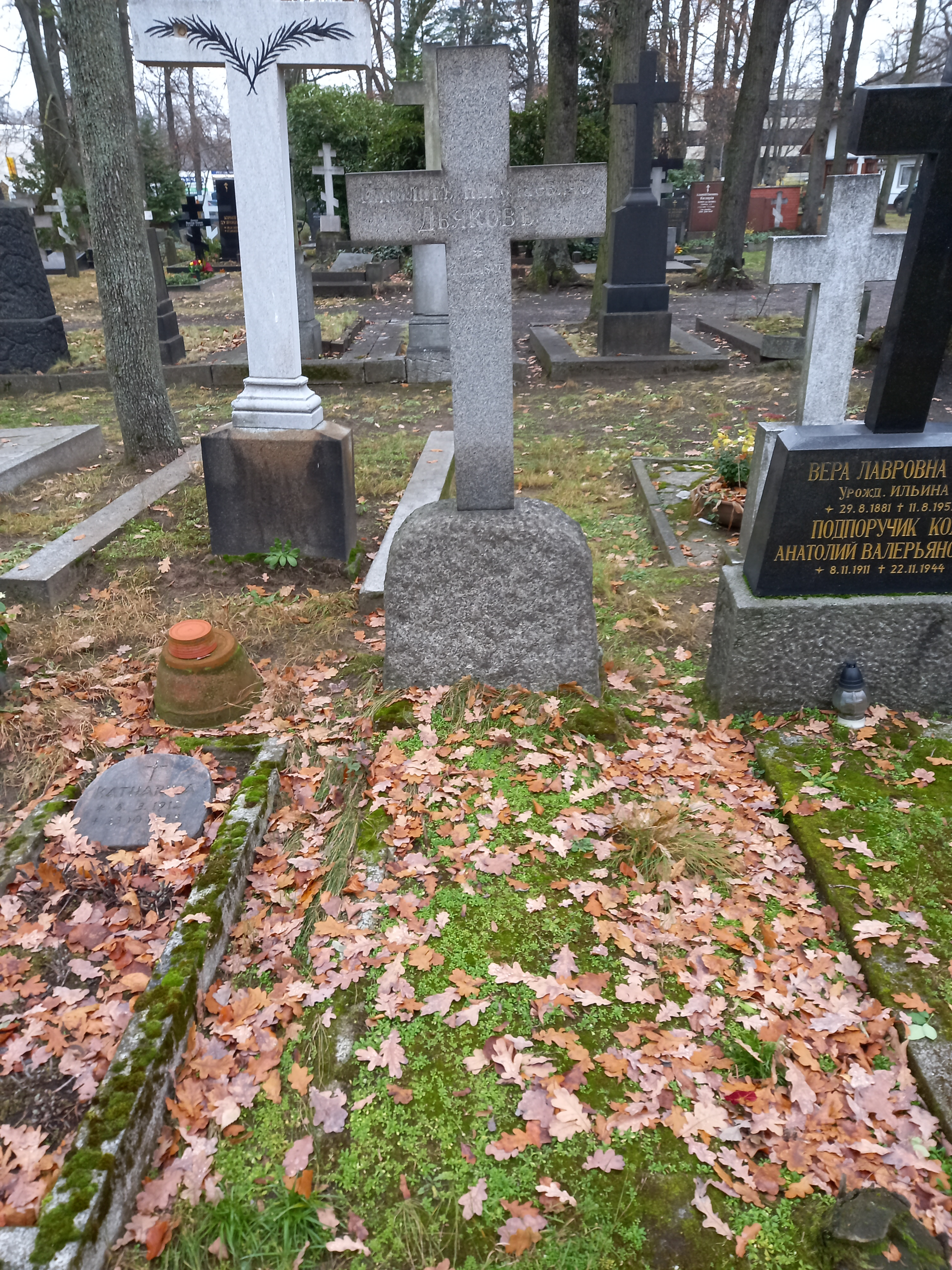
Могила Іполита Дьякова на кладовищі Тегель в Берліні

## Родина
Одружений був з Ольгою Смородиновою — онукою промисловця, мільйонера, колишнього київського міського голови Густава Ейсмана. Разом з дружиною володів «Гранд-Отелем» на Хрещатику, садибами з капітальною забудовою по сучасних провулку Шевченка (будівля не збереглася) та площі Франка (збереглася теперішня будівля «Київенерго»).